# 20582 Райхенбах
20582 Райхенбах (20582 Reichenbach) — астероїд головного поясу, відкритий 9 вересня 1999 року.
Тіссеранів параметр щодо Юпітера — 3,390.